# A Close Shave (film 1901)
A Close Shave è un cortometraggio muto del 1901. Il nome del regista non viene riportato nei credit.

## Trama
Due ragazzini portano scompiglio nel negozio di un barbiere: dopo aver distolto l'attenzione del proprietario, legano alla sedia un cliente al quale poi radono a zero i baffoni imponenti. Quando il barbiere si accorge di quello che sta accadendo e cerca di correre in aiuto, finisce solo per ricevere in testa un secchio di acqua saponata.

## Produzione
Il film - un cortometraggio di 89 metri - fu prodotto dall'American Mutoscope & Biograph.

## Distribuzione
Uscì nelle sale cinematografiche statunitensi nel giugno 1901.